# هولي نيلسون
هولي نيلسون هي صحفية كندية، ولدت في 1950 في مانكاتو في الولايات المتحدة.